# Trahealnа kanila
Trahealna kanila je kratka cev koja se postavlja u traheostomu (otvor na vratu, načinjen trahotomijom preko koga pacijent diše), kako bi omogućila njeno održavanje u otvorenom stanju i nesmetano disanje. Ona se postavlja nakon formiranja traheostome, i potom uklanja  nakon što rana zaraste, kao i u svim slučajevima u kojima je to moguće.
Zatvarajući prstom spoljni otvor kanile, bolesnik može uspostaviti govornu komunikaciju, jer na taj način izdahnuti vazduh pod pritiskom prolazi pored kanile i iz dušnika, ulazi u grkljan, ždrelo i usta što pacijentu omogućava uspostavlja govorne komunikacije.

## Opšte informacije
Trahealna kanila ima oblik savijene cevi izrađene od različitih materijala: metala, plastike ili silikonske gume. Zavisno od proizvođača na svetskom tržištu medicinske opreme dana postoje klasične kanile, cuff kanile, silikonske „T“ kanile, i različite vrste metalnih kanila.
| Godine starosti   | Težina   | (Unutrašnji) промер (mm) |
| ----------------- | -------- | ------------------------ |
| Prevremeno rođeni | 3 kg     | 2.5–3.0                  |
| 0–6 месеци        | 3.5 kg   | 3.0–3.5                  |
| 6–12 meseci       | 7 kg     | 3.5–4.0                  |
| 1–3 godine        | 10–12 kg | 4.0–4.5                  |
| 4–7 godine        | 16–18 kg | 5.0–5.5                  |
| 8–10 godine       | 24–30 kg | 5.5–6.5                  |
| Odrasla žena      |          | 7.0–7.5                  |
| Odrasli muškarac  |          | 8.0–8.5                  |

Kanilu i uložak potrebno je svakodnevno čistiti pod mlazom tople vode i četkicom. Takođe, potrebna je i svakodnevna toaleta stome, antiseptičkim sredstvima. Ponekad se pacijentima koji su operisani stvara
dosta gustog sekreta u dušniku i bronhima koji ne mogu iskašljati. U takvim slučajevima treba 
koristiti aspirator, uređaj pomoću kojeg se preko kanile odstranjuje sadržaj iz donjih disajnih puteva. Pre usisavanja treba kroz traheostomu ukapati malo fiziološkog rastvora (maksimalno 5 ml) kako bi lakše s kateterom (tankom, dugom cevčicom) usisao sadržaj traheje.
S obzirom da pacijent sa trahealnom kanilom na vratu ima otvor koji je direktno povezan s plućima, prilikom kupanja on mora zaštiti otvor na vratu kako voda ne bi ulazila u disajne puteve. Za to postoji rešenje u vidu nastavaka koji se mogu staviti na kanilu kako voda kroz otvor kanile ne bi ulazila u traheju. Plivanje nije preporučeno bez dodatnih pomagala s obzirom na opasnost od ulaska veće količine vode u pluća.
Veličina (broj kanile) se određuju za svakog pacijenta prema promeru dušnika i otvora traheostome.
Za odrasle se najčešće koriste kanile spoljašnjeg promera 11,12,13 mm. Dužina kanila se takođe može prilagoditi svakom pacijentu.
Kanila se sastoji od unutrašnje i spoljne cevi, vodoravno položene pločice – pelote – sa dve rupice u koje se umeće tračica koja se veže na vrat. Između pelote i kože vrata postavlja se podložak od
gaze ili drugog mekanog materijala.

## Vrste trahealnih kanila
| Tip kanile                 | Karakteristike | Slika Trachealkanüle.jpg |
| -------------------------- | --- | ------------------------ |
| Klasična dvostruka kanila  | - Ova vrsta kanila sastoji se od dvostruke cevi, koja na spoljnjem kraju ima pločicu koja se učvršćuje na vratu pomoću poveske u obliku trake. - Unutrašnja cev koja se može vaditi omogućava čišćenja sasušenog sekreta sa zidova kanila svakodnevno čistipod mlazom tople vode i četkicom. - Postupak čišćenja kanile može obavljati i sam bolesnik, ne vadeći celu kanilu. Time se izbjegavaju poteškoće pri ponovnom umetanju kanile u traheostomu i eventualno neželjena mehanička oštećenja. |                          |
| Cuff kanila                | - Cuff kanila je plastična kanila s balonom koji se puni vazduhom i sasvim zatvara dušnik. |                          |
| Biesalski plastična kanila | - Biesalski plastična kanila ima uložak koji se može čistiti. - Ova je kanila je govornog tipa i nema plastični balon. |                          |
| Silikonska T kanila        | |                          |
| Metalna kanila             | - Metalne kanile su manje konforne za pacijente, ali se lakše održavaju. - Mogu se sterilisati u starilizatoru na 180 °C. |                          |

## Život pacijenta sa trahealnom kanilom
Pacijent sa trahealnom kanilom mora svoj život prilagoditi izmenjenom načinu života, od održavanja lične higijene i higijene traheostome, preko ishrane do brige o kvalitetu vazduha u prostoriji u kojoj boravi. On  traheostomu i kanilu mora prihvatiti kao deo sebe i pokušati nastaviti normalno živeti.
Traheostoma nosi i određene rizike, jer je otvoren put za prodor različitih nečistoća i mikroorganizama u disajne puteve, što pogoduje nastanku infekcije. Stoga se preporučuje stavljanje posebnih filtera ili nošenje takozvanih pregačica, koje se postavljaju preko otvora trahealne kanile.
S obzirom na nakupljanje sekreta u dušniku, u kroz kanilu treba ukapavati fiziološki rastvor
ili davati vlažne inhalacije koje razređuju sekret i olakšavaju njegovo odstranjivanje. Kanila se
pere svakodnevno, a okolina traheostome se svakodnevno briše gazom namočenom u običnu vodu i suši
čistim tupferom.
Osobe s trajnom  trahealnom kanilom mogu raditi gotovo u svim delatnostima, osim u onim koje od zaposlenog zahtevaju obavljanje teških fizičkih poslova, jer ne mogu zadržavati dah.
Poželjno je da izbegavaju plivanje i vožnju čamcem, zbog opasnosti od ulaska vode kroz otvor kanile u disajni sistem.
Posebnu pažnju zahteva kupanje, tuširanje ili pranja kose. Muškarci bi trebalo da koriste
električne aparate za brijanje, kako bi sprečili povređivanje vrata zbog slabljenja čula dodira u
području vrata.

## Spoljašnje veze
- Vodič za osobe s traheostomom (језик: хрватски)

|  | Molimo Vas, obratite pažnju na važno upozorenje u vezi sa temama iz oblasti medicine (zdravlja). |